# Вељунска Глина
Вељунска Глина је насељено мјесто града Слуња, на Кордуну, Карловачка жупанија, Република Хрватска.

## Географија
Вељунска Глина се налази око 16 км сјеверно од Слуња.

## Историја
Вељунска Глина се од распада Југославије до августа 1995. године налазила у Републици Српској Крајини.

## Становништво
Према попису становништва из 2011. године, насеље Вељунска Глина је имало 17 становника.
| Демографија | Демографија | Демографија |
| Година      | Становника  | Становника  |
| ----------- | ----------- | ----------- |
| 2001.       | 20          |             |
| 2011.       |             | 17          |